# Rzeźba „Winiarka” w Zielonej Górze
Rzeźba „Winiarka” w Zielonej Górze – pomnik znajdujący się na skwerze pomiędzy ul. Jedności i ul. Sobieskiego w Zielonej Górze, autorstwa zielonogórskiej artystki Haliny Kozłowskiej-Bodek, postawiona w 1979.  

## Historia
Rzeźba jest pokłosiem dużego ożywienia kulturalnego w Zielonej Górze w latach 70. XX wieku. Projekt rzeźby został zaprezentowany w 1977 w Biurze Wystaw Artystycznych wraz z rzeźbą „Ptaki” w czasie Zielonogórskich Spotkań Rzeźbiarskich, wówczas „Winiarka” otrzymała I miejsce w plebiscycie publiczności.

## Lokalizacja
Usytuowanie rzeźby u podnóża prowadzących z Placu Słowiańskiego schodów nawiązuje także do targowej przeszłości miejsca.

## Opis
Rzeźba przedstawia syntetycznie ujętą postać kobiety niosącej dzbany i nawiązuje do winiarskich tradycji Zielonej Góry. Wykonana została z kamionki gozdnickiej. 